# Euparatettix melanotus
Euparatettix melanotus är en insektsart som beskrevs av Zheng, Z. och G. Jiang 1997. Euparatettix melanotus ingår i släktet Euparatettix och familjen torngräshoppor. Inga underarter finns listade i Catalogue of Life.